# Demokratiska partiet (Sydkorea, 2011)
Demokratiska partiet, fram till 2013 känt som det Förenade demokratiska partiet, är ett socialliberalt politiskt parti i Sydkorea. Nuförtiden[när?] är Demokratiska partiet styrande partiet i Sydkorea, förr var det viktigaste oppositionspartiet i landet.
Den 15 december 2011, förenades Demokratiska partiet, vilket hade varit det viktigaste oppositionspartiet i den artonde nationalförsamlingen, med Medborgarnas enhetsparti för att bilda det Förenade demokratiska partiet. Det Förenade demokratiska partiet har starka band till den Koreanska fackföreningsfederationen. Bildandet av partiet skedde mot  bakgrund av valen till nationalförsamlingen 2012, då mitten- och vänsterpartierna ville besegra det regerande Saenuri-partiet.
På partiets första kongress den 15 januari 2012 valde partiet Han Myeong-sook till ordförande för partistyrelsen. Hon var mellan 2006 och 2007 Sydkoreas första och dittills enda kvinnliga premiärminister.
Efter ett årtionde med konservativt styre vann Moon Jae-In från  Demokratiska partiet presidentvalet 2017. 
I april 2020 vann president Moon Jae-Ins styrande Demokratiska partiet Sydkoreas parlamentsval. Det vänster-liberala Demokratiska partiet fick absolut majoritet av parlamentets 300 platser.